# アメリカ合衆国国務省ヨーロッパ・ユーラシア局

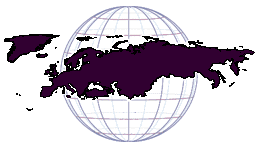
ヨーロッパ・ユーラシア局

アメリカ合衆国国務省において、ヨーロッパ・ユーラシア局（よーろっぱ・ゆーらしあきょく、Bureau of European and Eurasian Affairs）は、ヨーロッパ地域およびユーラシア地域の一部（ロシア、トルコ、キプロス、およびカフカース地域）に関する政治的問題に対処し、これらの地域の国々と合衆国との間の外交関係および外交政策を扱う行政機関である。国務次官（政治担当）の管轄下にあり、国務次官補（ヨーロッパ・ユーラシア担当）が監督責任を負う。

## 担当する国と地域
ヨーロッパ・ユーラシア局が担当する国と地域は、次の通りである：
- アイスランド
- アイルランド
- アゼルバイジャン
- アルバニア
- アルメニア
- アンドラ
- イギリス
- イタリア
- ウクライナ
- エストニア
- （欧州連合）
- オーストリア
- オランダ
- キプロス
- ギリシャ
- クロアチア
- サンマリノ

- ジョージア
- スイス
- スウェーデン
- スペイン
- スロバキア
- スロベニア
- セルビア
- チェコ
- デンマーク
- ドイツ
- トルコ
- ノルウェー
- バチカン
- ハンガリー
- フィンランド
- フランス
- ブルガリア

- ベラルーシ
- ベルギー
- ボスニア・ヘルツェゴビナ
- ポーランド
- ポルトガル
- マケドニア共和国
- マルタ
- モナコ
- モルドバ
- モンテネグロ
- ラトビア
- リトアニア
- リヒテンシュタイン
- ルクセンブルク
- ルーマニア
- ロシア

（五十音順）